# Station Skawina
Station Skawina is een spoorwegstation in de Poolse plaats Skawina.